# برانكو بابيتش
برانكو بابيتش (بالصربية: Бранко Бабић)‏ (Branko Babić) (مواليد 11 سبتمبر 1950) هو مدرب كرة قدم من دولة صربيا.

## وصلات خارجية
- برانكو بابيتش على موقع دوري كوريا الجنوبية (الإنجليزية)
- برانكو بابيتش على موقع قاعدة بيانات كرة القدم.إي يو (الإنجليزية)
- برانكو بابيتش على موقع Soccerway.com (الإنجليزية)
- برانكو بابيتش على موقع عالم كرة القدم.نت (الإنجليزية)

- J.League Data Site (باليابانية)